# Empetrum nigrum
Empetrum nigrum là một loài thực vật có hoa trong họ Thạch nam. Loài này được Carl von Linné mô tả khoa học đầu tiên năm 1753.

## Hình ảnh

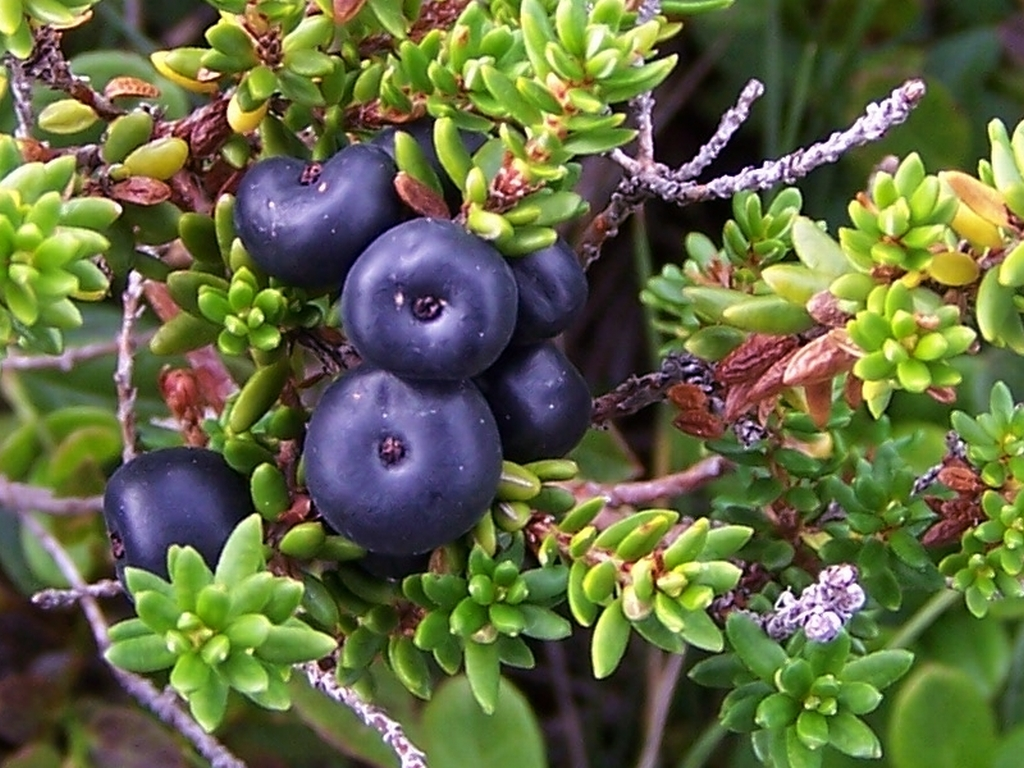
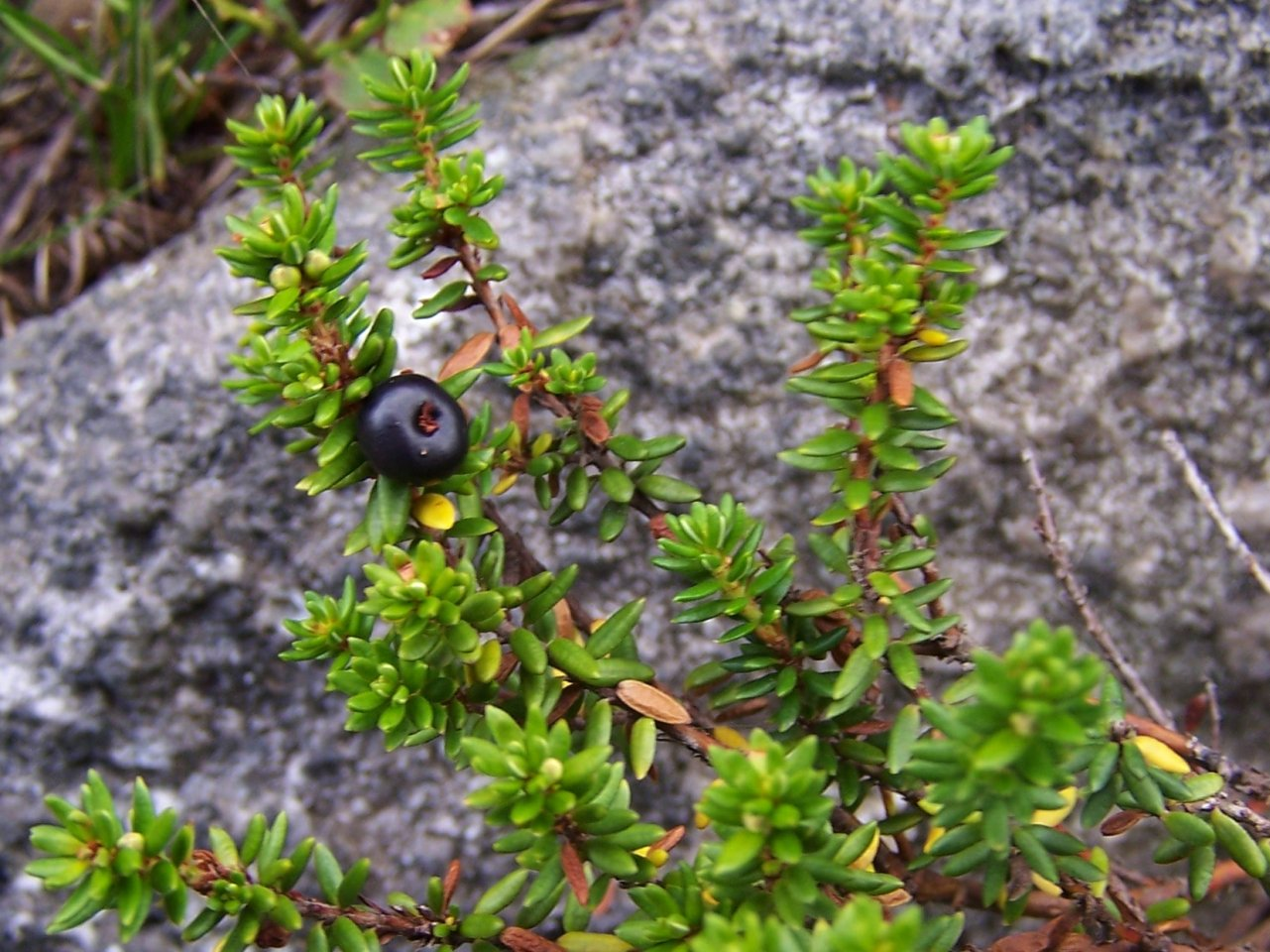
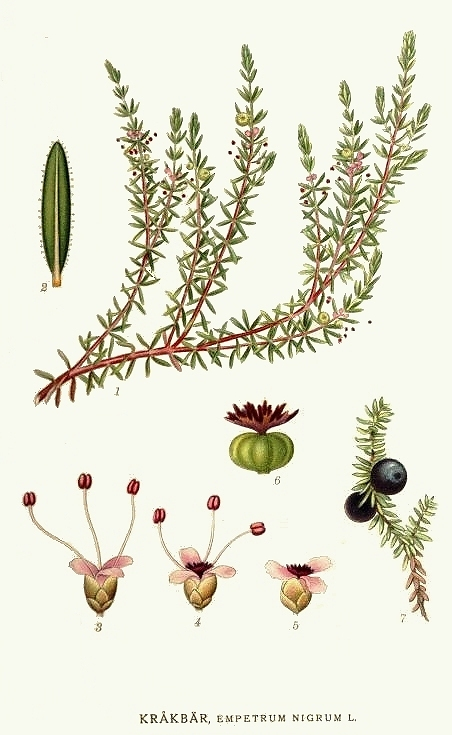
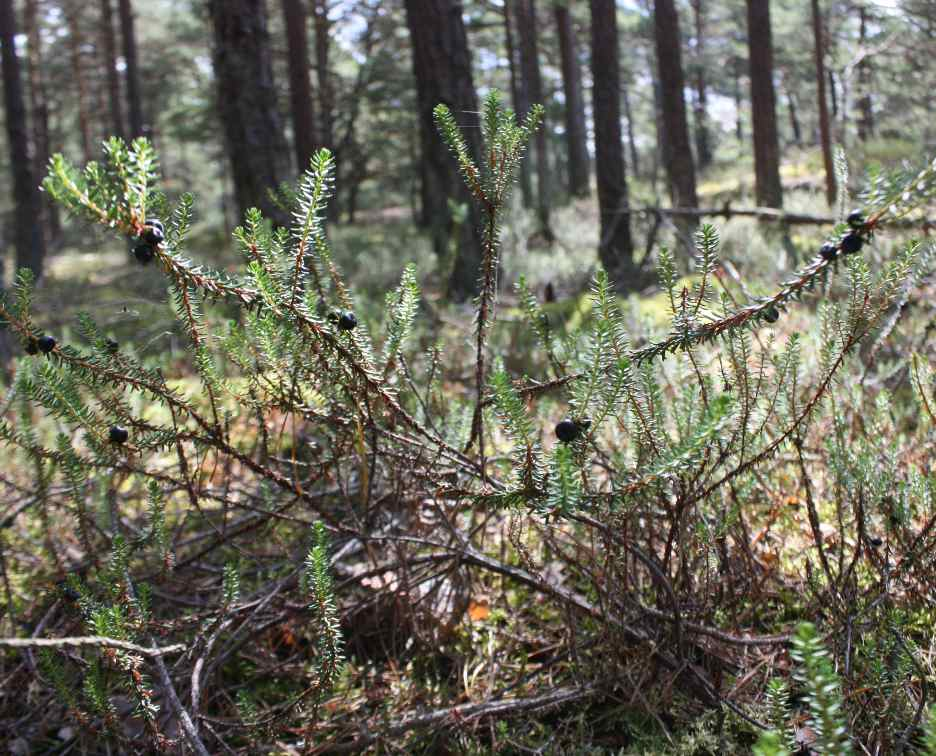